# Bio-hardcore performance
El término biohardcore figura referenciado en el cómic ilustrado, creado por el artista experimental y sonoro belga Antoine Boute, junto a Chloé Schuiten, Clément Thiry. El cómic llamado Manual de civismo biohardcore de tinte absurdo, es presentado por el artista en forma de instrucciones para «volver a entrar en contacto con el núcleo duro de la vida». Desde hace varios años el artista utiliza este término para expresar con humor las ilógicas relaciones del consumo capitalista.
El término hardcore en el arte, también está vinculado al punk, como forma de incomodar al statu quo a través de acciones extremas. En este caso se habla de biohardcore como forma de intervención física impactante, para generar un efecto determinado de displacer en el espectador. En el lenguaje de la performance art, este efecto reactivo se genera a través de la intervención del cuerpo humano en el tiempo presente de la exhibición. Uno de los artistas que podría enmarcarse dentro del bio-hardcore, podría ser Eduardo Ka, quien emplea el término arte transgénico o bioarte.